# Mabeco

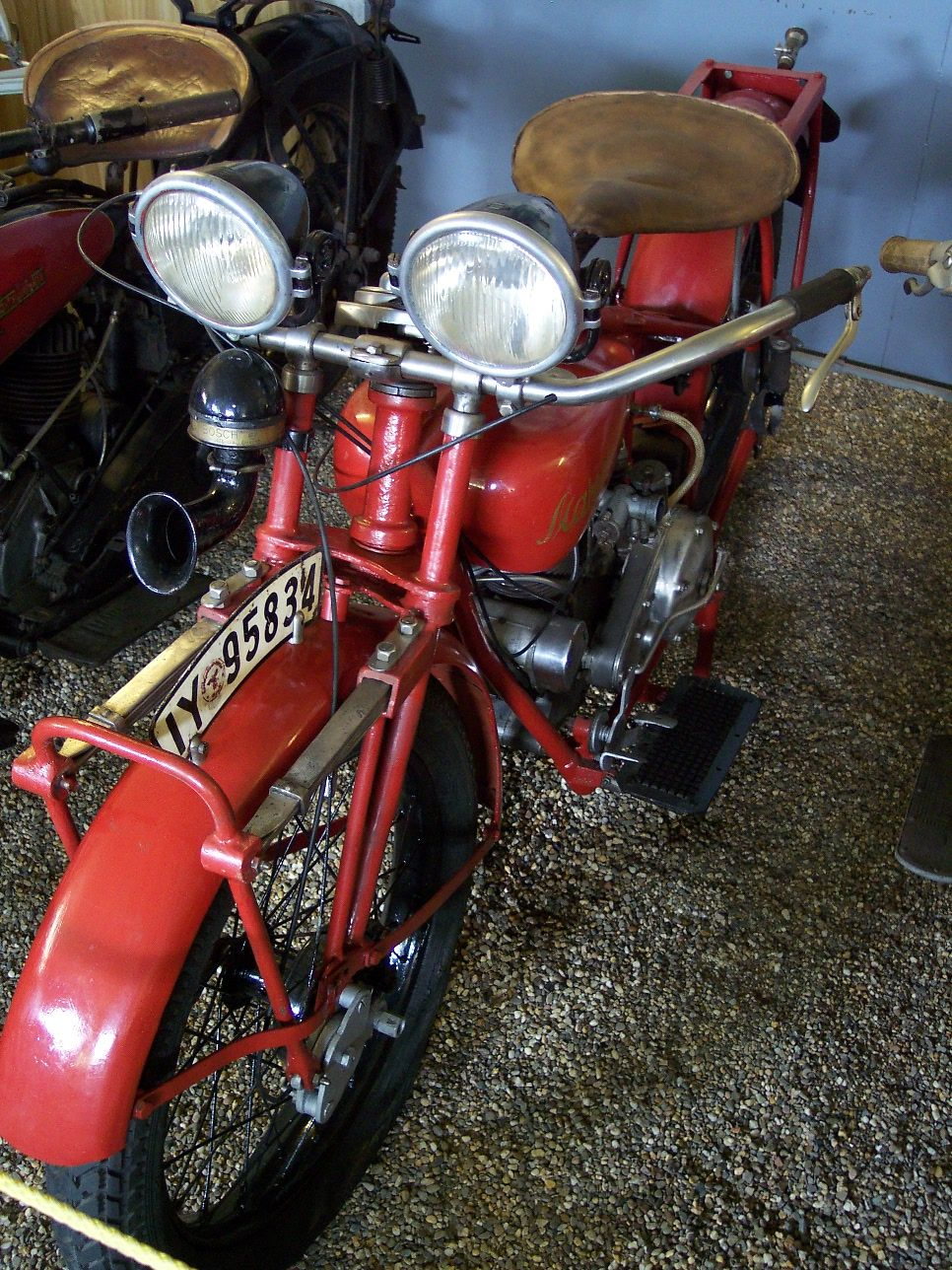
Mabeco V2

Mabeco war eine Berliner Motorrad-Fabrik der 1920er Jahre. 
Die Firma leitete sich vom Inhaber Max Bernhardt (und Compagnon) ab. Die Fabrik bestand von 1923 bis 1927. Das Unternehmen stellte in diesem Zeitraum etwa 3400 Motorräder her.
Ihre Produkte waren exakte Nachbildungen der US-amerikanischen Motorräder von Indian. Die schwere Zweizylinder-Reisemaschine verfügte wie das Original über einen luftgekühlten (SV)-V-Motor mit 750 cm³ Hubraum (bei 70 mm Bohrung und 78 mm Hub), der etwa 12 PS bei 2200/min abgab. Die Motoren wurden bei Siemens & Halske in Berlin gebaut.
Ein Mabeco-Motorrad u. a. ist im Inventar des Niederrheinischen Motorrad-Museums in Moers-Asberg zu besichtigen.